# Schachschiedsrichter
Ein Schachschiedsrichter achtet bei einem Schachspiel als Schiedsrichter auf striktes Einhalten der Schachregeln, wie sie vom Weltschachbund FIDE festgelegt sind, sowie der jeweiligen Turnierordnung. Er soll darüber hinaus dafür sorgen, dass durchgehend gute Spielbedingungen herrschen und dass die Spieler weder vom Publikum noch vom Gegner gestört werden. Im Englischen bzw. international wird dieser auch Arbiter genannt.

## Aufgaben

### Besonderheiten
Nach der FIDE-Regel 11.1 kann der Schiedsrichter jegliches Verhalten, welches das Schachspiel in Verruf bringen könnte, sanktionieren. Eine Verletzung einer konkreten Regel muss hierfür nicht gegeben sein.

### Spielbeginn, Bedenkzeiten und Partieformulare
Er achtet darauf, dass beide Spieler die Partieformulare ausfüllen; diese sind oftmals die Entscheidungsgrundlage des Schiedsrichters. Ist auf dem Schachbrett eine regelwidrige Stellung entstanden, wird aufgrund der Partieformulare die letzte zulässige Position der Figuren rekonstruiert und die Partie aus dieser Stellung heraus fortgesetzt.
Zu seinen vorrangigen Aufgaben gehört die Sicherstellung des pünktlichen Spielbeginns und die Einhaltung der Bedenkzeiten. Trifft der Spieler der weißen Figuren nicht rechtzeitig ein, lässt er dessen Bedenkzeit beginnen; ebenso beginnt die Bedenkzeit für den nicht anwesenden Gegner, nachdem der erste Zug für Weiß ausgeführt wurde. Wenn ein Spieler den Schiedsrichter anruft, stoppt er die Schachuhr für beide Spieler. War sein Anliegen grundlos, kann der Schiedsrichter den Spieler mit einer Verlängerung der gegnerischen Bedenkzeit oder einer Verkürzung der eigenen Bedenkzeit bestrafen.

### Spielbereich
Der Unparteiische stellt sicher, dass die Örtlichkeit für die Austragung des Spieles geeignet ist. Bei externen Störungen kann der Schiedsrichter einem der Spieler oder auch beiden zusätzliche Bedenkzeit gewähren. Zuschauer dürfen den Spielbereich nicht betreten und sich nicht in laufende Partien einmischen. Falls nötig, verweist der Schiedsrichter die Störer aus dem Turniersaal. Nach beendeter Partie gilt der Spieler als Zuschauer.
Der Schiedsrichter bestimmt den näheren Spielbereich, den ein Spieler nicht ohne Genehmigung des Schiedsrichters verlassen darf, solange der Spieler am Zug ist. Beide Spieler dürfen den weiteren Bereich, das „Turnierareal“, bestehend aus Ruheräumen, Toiletten, Verpflegungsräumen, Raucherräumen und weiteren vorher bestimmten Räumen, ebenfalls nur mit Genehmigung verlassen. Ebenso stellt der Schiedsrichter sicher, dass kein Spieler ein elektronisches Kommunikationsmittel in das Turnierareal bringt und kein Spieler verbotene Hilfsmittel benutzt – wie zum Beispiel Informationsquellen oder ein zweites Schachbrett für die Analyse.

### Spielbeendigung
Um ein endloses Spiel zu verhindern, erklärt der Schiedsrichter nach der FIDE-Regel 9.6 die Partie von sich aus, auch ohne Reklamation, für remis, wenn fünfmal dieselbe Stellung aufgetreten ist oder wenn 75 Züge lang weder ein Bauer gezogen noch eine Figur geschlagen wurde.

### Besondere Turnierregeln
Bei manchen Turnieren erhält der Schiedsrichter weitere Kompetenzen. Manche Veranstalter wünschen Spiele, die für Zuschauer und Sponsoren attraktiver sind, und somit weniger Spiele, die unentschieden ausgehen. Nach der sogenannten Sofia-Regel entscheidet der Schiedsrichter, ob ein Remis-Angebot zulässig ist oder ob die Spieler die Situation noch weiter auskämpfen müssen.

### Hängepartien
Die Schachschiedsrichter sind auch für die korrekte Abwicklung der in der heutigen Turnierpraxis kaum noch vorkommenden Hängepartien zuständig. Dazu muss der Spieler seinen Abgabezug notieren, darf ihn aber noch nicht ausführen. Der Schiedsrichter hütet das Geheimnis um diesen Zug, worauf dieser bei Wiederaufnahme des Spieles ausgeführt werden muss.

## Sanktionen
Der Schachschiedsrichter kann bei Regelverstößen eine oder mehrere der folgenden Strafen verhängen:
- eine Verwarnung
- das Verlängern der Restbedenkzeit des Gegners
- das Verkürzen der Restbedenkzeit des zu bestrafenden Spielers
- den Verlust der Partie
- eine Kürzung der Punktzahl im Partieresultat der zu bestrafenden Partei
- eine Erhöhung der Punktzahl im Partieresultat des Gegners bis zu der in dieser Partie erreichbaren Höchstzahl
- ein im Voraus festgelegtes Bußgeld
- den Ausschluss von einer oder mehreren Runden
- den Ausschluss vom Turnier

## Ausbildung
Im Deutschen Schachbund gibt es zwei Stufen der Schiedsrichterausbildung, die durch zwei weitere Stufen im Weltschachbund FIDE und regional durch eigene Stufen der Landesverbände ergänzt werden:
- Mit der Abschaffung der bisherigen bundesweiten Einstiegsstufe Turnierleiter haben einige Landesverbände eigene Ausbildungsstufen geschaffen, die z. B. als Verbandsschiedsrichter bezeichnet werden. Ein Schiedsrichter mit einer solchen Lizenz kann bei Turnieren und Mannschaftskämpfen des jeweiligen Landesverbandes eingesetzt werden.
- Die Lizenz zum Regionalen Schiedsrichter (RSR) kann frühestens mit Vollendung des 16. Lebensjahres erworben werden. Mit dem Bestehen qualifiziert man sich für Einsätze in den Oberligen. Ein bei der FIDE registrierter Regionaler Schiedsrichter darf Turniere leiten, bei denen eine Elo-Auswertung stattfindet. Als Hauptschiedsrichter dürfen sie aber keine Normen ausstellen. Die Lizenz muss alle fünf Jahre durch Weiterbildungen verlängert werden.
- Für den Erwerb der Lizenz des Nationalen Schiedsrichters (NSR) muss ein RSR neben einem Lehrgang mit Prüfung bei drei Mannschaftskämpfen hospitieren, die von einem FIDE- oder Internationalem Schiedsrichter geleitet werden. Weiterhin muss der Aspirant in einem FIDE-gewerteten Turnier als Schiedsrichter eingesetzt werden oder selber drei Mannschaftskämpfen als neutraler Schiedsrichter leiten. Es gelten die gleichen Einschränkungen für Titelnormen wie bei Regionalen Schiedsrichtern. Die Lizenz muss alle fünf Jahre durch Weiterbildungen verlängert werden.
- FIDE-Schiedsrichter (FIDE Arbiter – FA) ist der erste der zwei Internationalen Schiedsrichtertitel. Er setzt eine Turnierpraxis voraus und einen Prüfungslehrgang. Da der Titel von der jeweiligen Föderation (Deutscher Schachbund) beantragt werden muss, können auch schärfere Regeln durch die Föderationen erlassen werden – beispielsweise erwartet der Deutsche Schachbund die vorherige Erlangung einer NSR-Lizenz, was durch die FIDE nicht vorgeschrieben wäre. FIDE-Schiedsrichter dürfen als Hauptschiedsrichter Titelnormen ausstellen, etwa in der Bundesliga. Diese Stufe ist die Voraussetzung, um von der FIDE bei Turnieren eingesetzt zu werden.
- Internationaler Schiedsrichter (International Arbiter – IA) ist die höchste Ausbildungsstufe im Schach. Ein FIDE-Schiedsrichter kann diesen Titel erwerben, wenn die Fähigkeiten positiv bei vier FIDE-Veranstaltungen oder Endrunden Nationaler Meisterschaften nachgewiesen wurden. Internationale Schiedsrichter werden insbesondere als Hauptschiedsrichter bei FIDE-Veranstaltungen wie Welt- oder Kontinentalmeisterschaften oder der Schacholympiade eingesetzt.

## Einsätze
In den unteren Ligen der Mannschaftskämpfe werden gewöhnlich keine neutralen Schiedsrichter eingesetzt. Hier gibt es bei den verschiedenen Landesverbänden unterschiedliche Regelungen. Oft übernehmen die Mannschaftsführer gemeinsam die Aufgaben des Schiedsrichters bzw. Wettkampfleiters. Gelegentlich wird auch nur ein (vor dem Wettkampf zu benennender) regelkundiger Spieler der Heim- oder Auswärtsmannschaft, der nicht gleichzeitig Mannschaftsführer sein soll, als Wettkampfleiter bestimmt.
Neutrale Schiedsrichter findet man in den Bundes- sowie den Oberligen vor. In Deutschland ist für diese Ligen ihre Anwesenheit verpflichtend vorgeschrieben. Ferner werden Turnierleiter und Schiedsrichter bei offiziellen Einzelmeisterschaften auf allen Ebenen und sogenannten „Opens“ (offene Turniere) eingesetzt.

## Bekannte Schachschiedsrichter
Der wohl bekannteste Schiedsrichter war der deutsche Großmeister Lothar Schmid, der unter anderem das Match des Jahrhunderts (Fischer-Spasski) leitete. Auch der Belgier Albéric O’Kelly de Galway war ein hoch respektierter Unparteiischer bei den beiden Weltmeisterschaftskämpfen zwischen Spasski und Petrosjan 1966 und 1969. Der angesehenste Schiedsrichter der Gegenwart ist der Niederländer Geurt Gijssen.